# Спартанска хегемонија
Спартанска хегемонија период је у историји античке Грчке када је доминантну улогу међу грчким полисима играла Спарта (Лакедемон). Започела је 404. п. н. е. завршетком Пелопонеског рата, а завршена је поразом спартанске армије у бици код Леуктре 371. п. н. е.

## Атинска хегемонија
Грчко-персијски ратови ујединили су грчке полисе у заједничкој борби против Персијског Ахеменидског царства. Протеривањем непријатеља из Европе престала је непосредна опасност по грчке полисе те Спарта излази из савеза. Вођство у борбама преузима Атина формирајући Делски савез полиса у борби за ослобођење осталих грчких градова (градови у Јонији и на острвима) од персијске власти. Формирањем Делског савеза наступа период атинске хегемоније – „пентеконтаетије“ или педесетогодишњице. Атињани довршавају рат са Персијом склапајући Калијин мир 449. п. н. е. Иако су циљеви због којих је Делски (сада Атински поморски) савез испуњени, савез није распуштен. Од 449. п. н. е. савезом се користила Атина како би своју политику наметнула чланицма. Сваки покушај побуне сурово је угушен. Чланарина коју су плаћали чланови савеза, форос, уливала се директно у атинску благајну. Био је то период врхунца атинске моћи и демократије. Разумљиво, то није одговарало другим, олигархијски уређеним, полисима на челу са Спартом. Први сукоби између Атине и Спарте избили су током Првог пелопонеског рата, али то још увек није био одлучујући сукоб. Склопљен је мир на тридесет година, али је он потрајао свега петнаест година. Спартанци нису испунили свој циљ; атинска моћ и даље је расла. Због тога су искористили неколико мање значајних атинских кршења тридесетогодишњег мира да јој 431. п. н. е. објаве рат.

## Пелопонески рат
Пелопонески рат означава прекретницу у историји старе Грчке. Атинска хегемонија је срушена, а успостављена је хегемонија Спарте. Сем Пелопонеског савеза, противници Атине били су и Коринт и Теба. И поред бројних непријатеља, Атински поморски савез је у првом периоду рата (431—421), тзв. Архидамовом рату (по спартанском краљу Архидаму ΙI) завршен је Никијини миром повољним по Атину. Релативно миран период трајао је до 415. п. н. е. када Атињани на наговор стратега Алкибијада покрећу Сицилијанску експедицију. Она означава прекретницу Пелопонеског рата. Атињани су потпуно поражени, флота им је изгубила 200 бродова, а изгубили су 50.000 људи. Из офанзиве прелазе у дефанзиву. И поред очигледне чињенице да ће изгубити рат, Атињани настављају са борбом и продужавају га за читавих 11 година. Успели су, чак, и да обнове своју хегемонију на мору. На крају је победника одредила Персија ангажујући се на страни Спарте. Војсковођа Лисандар наноси Атини погубан пораз код Егоспотама, а потом опседа Атину. Спарти ипак није одговарало да је потпуно разори јер би то довело до наглог јачања Тебе на копну и Коринта на мору. Са олигарсима који су преузели власт склопљен је мир по коме је Атински поморски савез распуштен, Дуги бедеми се морају порушити, а Атина је приморана да закључи савез са Спартом.
Демократија је тиме била уништена, а олигархија је славила победу у читавој Хелади.

## Спартанска владавина
Одмах након победе у бици код Егоспотама Лисандар је кренуо са увођењем олигархијске управе у грчким малоазијским градовима. Положај атинских савезника које су Спартанци „ослободили“ тираније Атине стварно је остао исти. Данак кога су плаћали Спарти био је једнак форосу кога су плаћали као чланарину; око 1000 таланата годиње. Демократске скупштине замењене су олигархијским декархијама, а атински епископи и клерухије спартанским хармостима и гарнизонима. Све то уз паролу „Слобода Хеладе“. Спровођење исплате дажбина било је грубље и примитивније. Сваки покушај отпора сурово је кажњаван. Непријатељски расположени према Спарти постали су чак и њени најближи савезници – Теба и Коринт. Елида је 401/400. године п. н. е. покушала основати Елидски савез. Након казнене експедиције Спарте морала је одустати. Демократски покрет у Хераклеји Трахинској сурово је угушен 399. године, а око 500 људи расељено је по Тесалији. У отаџбину су се вратили тек након пет година захваљујући помоћи Беоћана.

## Поход Десет хиљада
Сатрап Лидије, Кир, припремао је државни удар на свога брата, персијског цара Артаксеркса. Он је унајмио 10.000 грчких, углавном спартанских, војника за борбу против цара. Заповедик најамничких снага Грчке био је Клеарх. Међутим, у првој бици Артаксеркс наноси пораз Кировој војсци у бици код Кунаксе. Сам Кир је погинуо, а Клеарх је успео да изведе војску са бојног поља и настави повлачење. Убио га је на превару персијски сатрап Тисаферн. Грци ипак успевају да стигну до Црног Мора где настављају борбу са Персијанцима у Малој Азији.
Поход Десет хиљада довео је до раскида пријатељства између Спарте и Персије. Цар је започео са репресалијама тако што је протеривао олигархе из Мале Азије и почео uvoditi демократско уређење. Спартанци 400. п. н. е. шаљу омањи одред под војсковођом Тиброном у помоћ олигарсима. Међутим, Тибронове трупе више су се бавиле пљачком него ослобађањем градова, па је он смењен и на његово место постављен Деркилид. Он је деловао дипломатски покушавајући да завади Тисаферна и Фарнабаза. Тако се рат Персије и Спарте још увек ограничавао на мање сукобе. Међутим, такво стање неће дуго потрајати. Тисаферн ће пружати подстрек грчким полисима да подигну устанак против спартанске хегемоније што ће довести до избијања Коринтског рата.

## Коринтски рат
Коринтски рат показао је слабост спартанске власти. Против Спарте устају и њени дотадашњи савезници – Коринт и Теба. Спарта је поражена на свим бојиштима те је принуђена на преговоре са Персијом. Године 388. спартански дипломата Анталкида успева да привуче персијског цара на своју страну. Задатак му је олакшао страх Персије од обнављања моћи Атине. Чим је персијска финанстијска помоћ почела да изостаје, атинска моћ је поново почела да се гаси. Тако је победник Коринтског рата зависио искључиво од персијске политике.
Коринтки рат завршен Анталкидиним или Царским миром, једним од највећих понижења за грчке полисе. Победници Грчко-персијског рата морали су да поштују услове споразума које је диктирао персијски цар. На њих нису имали права примедби иили дискусије. Персијанци су до краја подржали Спарту потврђујући јој превласт у Грчкој. Тако су обезбедили пријатељство са најмоћнијим грчким полисом. Сви грчки савези (сем Пелопонеског) су распуштени. Рат је завршен, а полиси који настављају са борбом имаће против себе Персију, Спарту и све потписнице Анталкидиног мира. Јонски градови остали су у персијским рукама, укључујући и острво Кипар.

## Савези против Спарте
Одржавши своју превласт, Спарта је наставила са суровом политиком према грчким полисима. Извршила је репресалије над мањим државама које су у Коринтском рату подржавале устанике. У Теби је поново успостављена олигархијска лаконофилска управа. Међутим, жеља за отпором и ослобођењем није била угушена. Центар тих тежњи постала је Атина која је најмање била погођена Анталкидиним миром. Ипак, први је против Спарте иступио Халкидички савез који је 379. п. н. е. одбио плаћање данка. Док је спартанска војска боравила на Халкидикима да казни одметнике, у остатку Грчке се припремао нови устанак.
У лето 379. п. н. е. изби устанак у Теби. Мања група одважних под вођством Пелопиде побила је руководиоце олигархије и ослободила демократе из тамница. Тебанци су отпочели напад на Кадмеју која се убрзо предаје. На предлог Епаминонда, још једног од учесника, у Теби је успостављено демократско државно уређење. Поход спартанског краља Клеомброта који је притекао олигарсима у помоћ завршен је неуспехом.
Након неуспешног похода на Тебу, војсковође Сфордија и Фебида прелазе границу Атике. Намера им је била да се освајањем Атине искупе за неуспех у Беотији. Међутим, на први знак опасности Атињани се окупише у Пиреју и организоваше одбрану. Сфордија је морао да одустане. Овај неуспешан поход на Атину довео је до раскида мира између Спарте и Атине. Атина оснива Други атински поморски савез и придружује се Беотији у рату против Спарте. Исте године савезницима се придружује и Халкидички савез.
Тако је отпочео Беотијски рат који ће привести крају хегемонију Спарте.

## Беотијски рат
Други атински поморски савез је веома брзо поново успоставио превласт над Егејским морем. Диверзија Спарте завршена је уништењем спартанске флоте у бици код Наксоса. У међувремену, Атина пружа помоћ Теби која у Беотији веома брзо ствара мрежу утврђења којима се лако бранила од надмоћне спартанске копнене армије. Киклади, Халкидики, Абдера, Коркира, Кефалонија и низ мањих полиса улазе у Атински савез. Слабост спартанске војске у борби против свих полиса Грчке поново се показала. Међутим, Персија овога пута одбија да јој пружи подршку. Анталкида, који је предводио неуспешну делегацију, од срамоте извршава самоубиство. Спарта је приморана на мировне преговоре. Године 374. п. н. е. склопљен је мир којим је Пелопонески савез признао Беотијски и Други атински поморски савез. Међутим, мир је остао мртво слово на папиру све до 371. п. н. е. На новој мировној конференцији склопљен је трајни мир између Атине и Спарте. Међутим, Теба и Тесалија настављају рат са Спартом.
Спартански краљ Клеомброт добио је од ефора наређење да нападне Тебу. По Епаминондином савезу, Беоћани не узмичу већ им полазе у сусрет. Битка која је одлучила исход рата одиграла се код Леуктре 5. августа 371. п. н. е. Тебанска армија од 7000 војника под командом Епаминонде је тактиком „косог строја“ поразила „непобедиву“ спартанску армију од 10.000 људи. За победу су заслужни одреди Свете чете који су се састојали од 300 војника аристократа.

## Крај спартанске хегемоније
Последице битке код Леуктре су од изузетног значаја за историју старе Грчке. Фокида, Локрида, Етолија, Акарнанија и Еубеја улазе у Беотијски савез. У ту сврху, Акарнанија и Еубеја иступиле су из Атинског поморског савеза. Потучени Спартанци се повлаче на Пелопонез. Спартанска хегемонија била је завршена, а Пелопонески савез се распао. Његове бивше чланице покушавају да се ослободе спартанског утицаја и уведу демократско уређење. Аркадија чак оснива сопствени савез, Аркадијски савез. Нови хегемон, Теба, пружа издашну помоћ тим државама и у наредним годинама организује неколико похода на саму Спарту. Сам град ипак није успела да освоји. Тебанска хегемонија трајаће девет година када ће јој удружена спартанско-атинска армија нанети пораз у бици код Мантинеје (362. година п. н. е.). Хегемонију ће, потом, поново успоставити Атина на челу свога савеза и држаће је све до освајања Грчке од стране Филипа Македонског.